# Пуэрто-риканский гладкогубый удав
Пуэрто-риканский гладкогубый удав (лат. Epicrates inornatus) — неядовитая змея рода гладкогубых удавов семейства ложноногих.

## Общие сведения
Пуэрто-риканский гладкогубый удав ведёт наземный образ жизни, питаясь мелкими млекопитающими и рептилиями, а также птицами. Добычу он сперва душит в своих кольцах, а затем заглатывает, начиная с головы жертвы. Удавы имеют сильное, гибкое и не толстое тело длиной в 1,8—2,7 метра, тёмно-коричневой окраски. Обитает этот вид удавов (боа) исключительно на острове Пуэрто-Рико, преимущественно на его северо-западе, в гористой местности.
Пуэрто-риканский гладкогубый удав является живородящей змеёй. Самки этого вида обычно приносят от 23 до 26 новорожденных детёнышей. Чем эти змеи вскармливают их в младенческом возрасте — до сих пор не установлено в точности.
Испанским колонистам на Пуэрто-Рико этот вид удавов был известен ещё в XVIII столетии, и он являлся объектом систематической охоты ради добывания ценного змеиного жира. К 1900 году эти змеи стали настолько редкими, что ради её изучения остров посетила специальная экспедиция Национального музея естествознания США. В настоящее время, впрочем, количество этих животных возросло настолько, что в Красной книге этот вид обозначен как Находятся под наименьшей угрозой (LC).

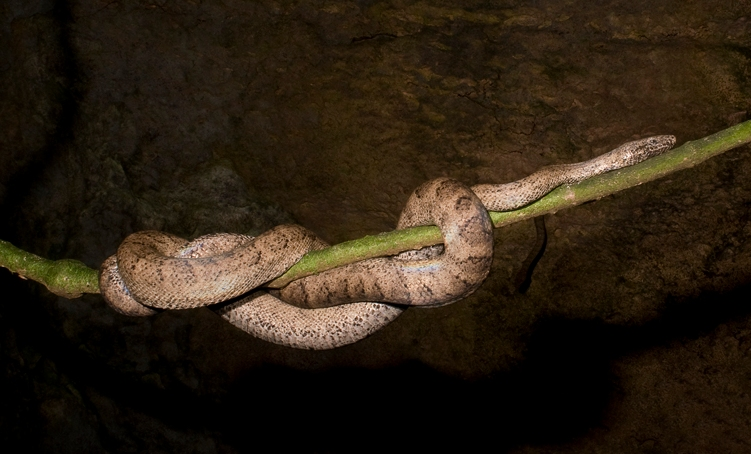